# رفتار ستیزه‌جویی

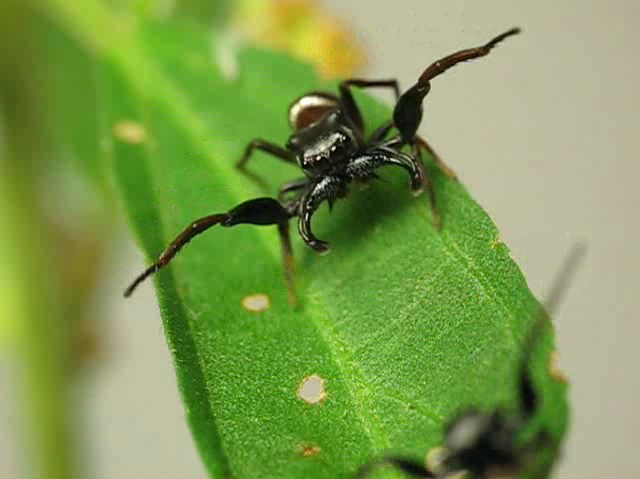
رفتار ستیزه‌جویی تشریفاتی بین نرها در عنکبوت جهنده سسپونکتاتوس

رفتار ستیزه‌جویی (به انگلیسی: Agonistic behaviour)، هر رفتار اجتماعی مرتبط با جنگیدن است. این اصطلاح معنای گسترده‌تری نسبت به رفتار پرخاشگرانه دارد، زیرا شامل تهدید، نمایش، عقب‌نشینی، موضع‌گیری و مصالحه می‌شود. اصطلاح «رفتار ستیزه‌جویی» برای نخستین بار توسط جی پی اسکات و امیل فردریکسون در سال ۱۹۵۱ در مقاله آنها با عنوان «علت‌های مبارزه در موش‌ها» در مجله جانورشناسی فیزیولوژیکی به کار رفت. رفتار تهاجمی در بسیاری از گونه‌های جانوری دیده می‌شود زیرا اغلب منابعی از جمله غذا، سرپناه و جفت محدود هستند.

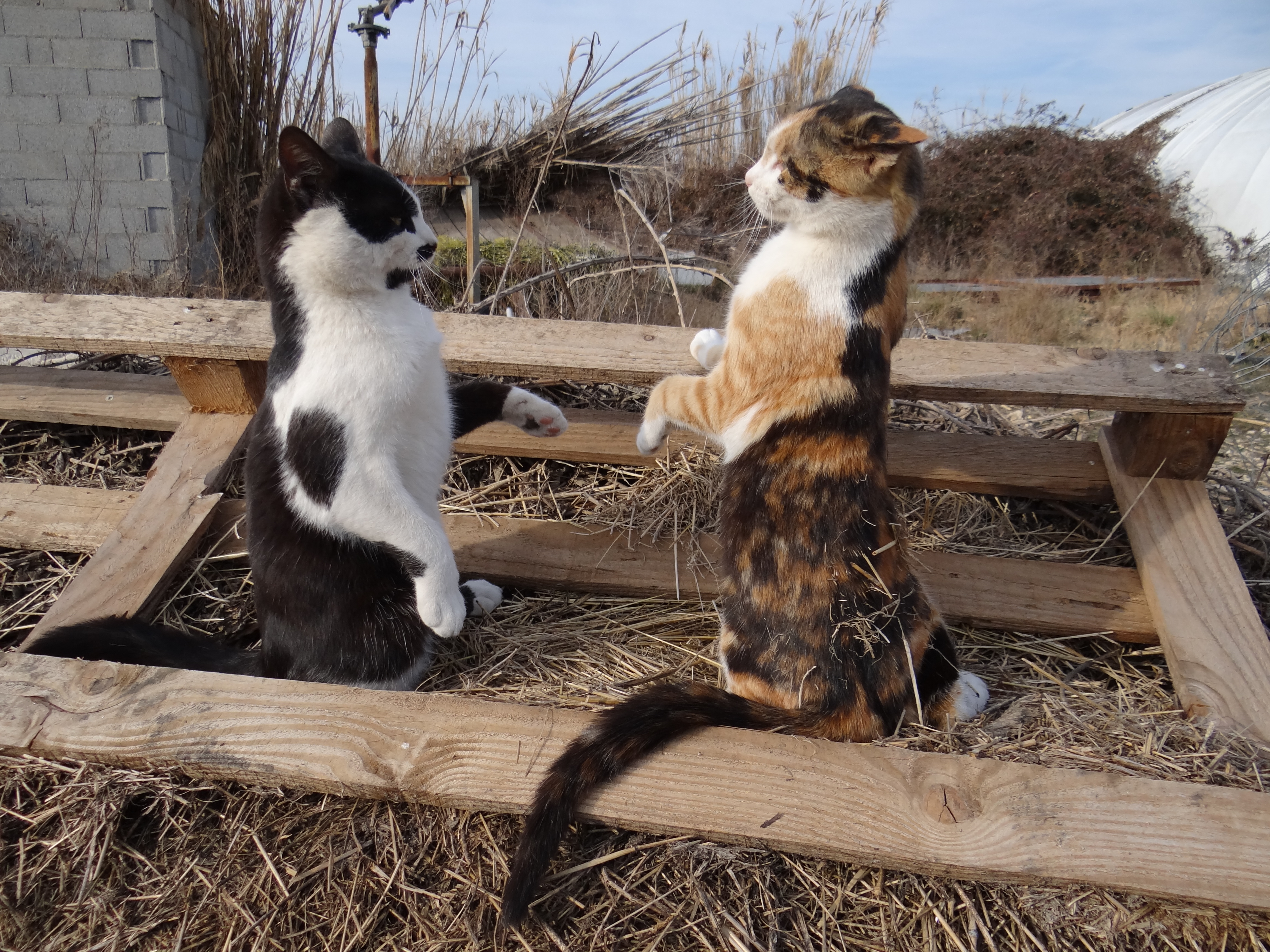
دو گربه خانگی در حال تهدید یکدیگر. به گوش‌های پهن‌تر گربه در سمت راست توجه کنید